# Стейбноу, Дебби
Де́бби Сте́йбноу (англ. Debbie Stabenow /ˈstæbəˌnaʊ/), урождённая Де́бора Энн Грир (англ. Deborah Ann Greer; род. 29 апреля 1950) — американский политик, член Демократической партии. сенатор США от штата Мичиган (2001—2025).

## Биография
В 1972 году получила в Университете штата Мичиган степень бакалавра, в 1975 году там же — степень магистра в сфере социального обслуживания. В 1975—1978 годах работала в социальных службах округа Ингем, в 1979—1990 годах состояла в мичиганской Палате представителей, в 1991—1994 годах — в Сенате штата Мичиган.
В 1994 году стала напарницей Говарда Вольпе, безуспешно боровшегося за пост губернатора Мичигана.
В 1996 году на выборах в Палату представителей США одержала победу в 8-м избирательном округе Мичигана над обладателем мандата, республиканцем Диком Крайслером (их предвыборную кампанию назвали самой дорогой — согласно официальным отчётам по состоянию на 30 июня он потратил 818 тыс. долларов, а она — 771 тысячу). Информационную поддержку Стабенау оказало крупнейшее профобъединение АФТ-КПП, подготовившее рекламные ролики с критикой политических позиций Крайслера.
В 2000 году победила на выборах в Сенат Спенсера Абрахама и 3 января 2001 года вступила в должность сенатора от Мичигана.
6 ноября 2012 года вторично отстояла свой мандат в противостоянии с республиканцем Питером Хукстрой.
Секретарь фракции Демократической партии в Сенате США (2005—2007), председатель Комитета по сельскому хозяйству, продовольствию и лесному хозяйству (2011—2015), заместитель председателя (2011—2017) и председатель (с 2017) Политического комитета Демократической партии в Сенате.